# مارته آنگماهان
مارته آنگماهان (انگلیسی: Marthe Ongmahan؛ زادهٔ ۱۲ ژوئن ۱۹۹۲) بازیکن فوتبال اهل کامرون است.
وی همچنین در تیم ملی فوتبال زنان کامرون بازی کرده‌است.